# Nazionale maschile under 21 di baseball dell'Italia
La nazionale maschile under 21 di baseball italiana rappresenta l'Italia in campo internazionale, negli incontri e nelle competizioni organizzati dalla International Baseball Federation, di età non superiore ai 21 anni.

## Piazzamenti

### Europei
- 2006 :  3°
- 2008 :  2°